# 11977 Leonrisoldi
11977 Leonrisoldi este un asteroid din centura principală de asteroizi.

## Descriere
11977 Leonrisoldi este un asteroid din centura principală de asteroizi. A fost descoperit pe 19 iulie 1995 la observatorul astronomic Santa Lucia din Stroncone. Asteroidul prezintă o orbită caracterizată de o semiaxă mare de 2,33 ua, o excentricitate de 0,09 și o înclinație de 6,2° în raport cu ecliptica.